# Monograma Reial
El Monograma Reial és la xifra usada com a abreviatura que està composta per la inicial o inicials, del nom d'un monarca o dels membres de la seva família, a les quals se'ls afegeix l'ordinal corresponent al titular de la corona. Solen estar decorats amb les corones vinculades als seus titulars.

## Espanya

Monograma de Felip VI
Monograma de la reina Letizia
Monograma conjunt dels reis Felip VI i Letizia
Monograma de Joan Carles I
Monograma de la reina Sofía

En Espanya, des de la restauració de la monarquia l'any 1975, l'ocupació pública del monograma reial sol limitar-se al monarca regnant i al seu consort encara que amb motiu de la noces dels prínceps d'Astúries i Girona, en 2004 es va dissenyar un de conjunt amb les inicials dels casats. Destaca la seva presència en cuirasses, capots i faldós del Esquadró d'Escorta Reial, i en les enquadernacions i ex-libris dels fons de la Biblioteca Reial de Madrid. També poden observar-se xifres reals en els entelats que cobreixen les parets del Saló Taronja del Teatro Real o d'algunes estades del Palau Reial de Madrid com la Cambra de Carles IV, restaurat durant el regnat de Joan Carles.

Arran de produir-se l'abdicació de 2014, ha caigut en desús la xifra real utilitzada pel rei Juan Carlos, encara que s'ha mantingut la presència de la xifra de la reina Sofia en les enquadernacions que continuen reunint-se en la Biblioteca Reial de Madrid. Els reis Felip VI i Letizia han conservat el seu monograma conjunt en algunes targetes nadalenques, amb la corona dels prínceps d'Astúries reemplaçada per la real.

## Regne Unit
En el Regne Unit el monograma reial (Royal *Cypher en anglès) és el símbol més personal del sobirà d'aquell país. Està imprès en documents reials i en els documents d'estat i és utilitzat pels departaments governamentals.
L'ús públic de les inicials reials data com a mínim del començament de la Casa Tudor. Al principi es va fer simplement amb les inicials del sobirà, després del regnat d'Enric VIII d'Anglaterra, l'addició de la lletra "R" per  Rex o    Regina (paraules en llatí per rei i reina). La lletra I de  Imperatrix es va afegir al monograma de la reina Victòria després que es convertís en Emperadriu de l'Índia el 1877.

### Descripció
Les inicials - que no tenen ni forma ni tipus especial - anaven acompanyades generalment per les armes reials o per la Corona, com en les mansions i palaus del rei. Per exemple, hem de veure el monograma d'Enric VIII a la porta del Palau de Saint James.
El propòsit del monograma sembla la simple identificació del sobirà. Però, atès que un sobirà sovint utilitza les armes del seu predecessor, un individu sobirà no sempre pot ser identificat només per les seves armes. Les inicials s'han utilitzat principalment en els documents oficials, segells i altres articles similars. a vegades, anaven coronades per una versió estilitzada de les corona de Sant Eduard o, més recentment, la Corona Imperial. A Escòcia, la corona d'Escòcia apareix en el lloc de la corona imperial.
Dos usos notables del monograma avui dia són sobre les bústias en el Regne Unit i sobre els emblemas de la Policia Metropolitana de Londres i algunas altras forças de policia angleses, con les inicials en el centre, i la corona sobre el punt de dalt, de les seves « estrellas ».
El monograma de la Reina és « E II R », que representa Isabel II i  Regina, que significa reina.
Els monogrames d'altres membres de la Família Reial estan dissenyats pel Col·legi d'Armes o de la Cort de Lord Lyon i després han de ser aprovats per la Reina.